# Solenopsis madara
Solenopsis madara är en myrart som beskrevs av Julius Roger 1863. Solenopsis madara ingår i släktet eldmyror, och familjen myror. Inga underarter finns listade i Catalogue of Life.